# 民治站
民治站是一个属于深圳地铁5号线的地铁车站，位于中华人民共和国广东省深圳市龙华区民治街道平安路与民治大道交叉路口以北，沿平安路呈东西走向。
本站于2011年6月22日随深圳地铁5号线一期一同正式启用。
本站位于龙华区重要居住区民治街道中心地带，周边遍布城中村，人口数量极大，但本站仅有一座10m岛式月台，容量较小，因此较常出现客流控制的情况。

## 车站结构
民治站为地下二层10m岛式车站，整体设置于平安路偏北侧地下，平行于平南铁路民治大道桥。本站D口下穿平南铁路路基。
本站西侧小里程端设有一条单渡线备用。當5號線的高架段出現故障或是颱風來襲需要停運高架段時，往赤灣站方向的列車將會通過單渡線進行折返，以本站為臨時總站。

### 楼层
| 地面              | 车站出入口、公共汽车车站、自行车停车场、风井 | 车站出入口、公共汽车车站、自行车停车场、风井                                                        |
| 地下一层          | 车站站厅                                     | 售票机、客服中心、商铺、车站控制室、设备机房                                                        |
| 地下二层          | 5号线站台                                    | \| \| \| 5號線往赤湾（深圳北站） \| \| 島式 · 開左邊车门 \| \| \| \| \| \| 5號線往黄贝岭（五和） \| |
|                   |                                              | 5號線往赤湾（深圳北站）                                                                             |
| 島式 · 開左邊车门 |                                              | |
|                   |                                              | 5號線往黄贝岭（五和）                                                                               |

- （往赤湾）
- （往黄贝岭）

### 出入口
民治站共设有三个出入口，其中B口设有无障碍电梯和卫生间。另有预留C口。
| 出口编号及设施                                          | 主出口图片 | 垂直电梯图片 | 建议前往的目的地                                                                                    |
| ------------------------------------------------------- | ---------- | ------------ | --------------------------------------------------------------------------------------------------- |
| 出口 · A · 盲道标志 · 扶手电梯标志                      |            | 不适用       | 平安路、民德路南侧（西） 民治大道西侧（南） 向南村四区 东浩艺术中心 樟坑村 横岭村                   |
| · 坡道位于垂直电梯处                                    |            |              | 平安路、民德路南侧（东） 民治大道东侧 深圳市儿童医院龙华院区 皓月花园 民新社区公园 横岭村           |
| 出口 · D · 盲道标志 · 扶手电梯标志                      |            | 不适用       | 平安路、民德路北侧 民治大道西侧（北） 朝阳新村 南景新村 深圳市民治小学 沙元埔村 向南村二区 梅花山庄 |
| 註： 設有 \| 設有 \| 設有 \| 設有扶手電梯 \| 設有洗手間 |            |              | |

## 历史

### 5号线规划和建设
2020年8月18日，本站随深圳地铁5号线一期一同正式启用。

## 未来发展

### 深圳地铁22号线
深圳地铁22号线将在此处设站，与既有车站通过通道换乘。目前深圳地铁22号线已纳入深圳市城市轨道交通第五期规划，预计将于2027年启用。

## 接駁交通

### 公共汽车
（待补充）

## 相关图像
- 站厅
- 站台
- 站名书法字